# Så mycket bättre (säsong 14)
Den fjortonde säsongen av Så mycket bättre sändes på TV4 under hösten 2023. 

## Medverkande
Värdtrion som medverkade i samtliga avsnitt denna säsong var Ellen Krauss, Mapei och Peg Parnevik. De övriga deltagande artisterna var Dogge Doggelito, Eagle-Eye Cherry, Lasse Holm, Jonathan Johansson, Sanne Salomonsen, Pär Wiksten, Staffan Hellstrand, Omar Rudberg och Marit Bergman.

### Medverkande per program
| Artister           | Avsnitt 1 | Avsnitt 2 | Avsnitt 3 | Avsnitt 4 | Avsnitt 5 | Avsnitt 6 | Avsnitt 7 | Avsnitt 8 |
| ------------------ | --------- | --------- | --------- | --------- | --------- | --------- | --------- | --------- |
| Ellen Krauss       | 8 av 8    | 8 av 8    | 8 av 8    | 8 av 8    | 8 av 8    | 8 av 8    | 8 av 8    | 8 av 8    |
| Mapei              | 8 av 8    | 8 av 8    | 8 av 8    | 8 av 8    | 8 av 8    | 8 av 8    | 8 av 8    | 8 av 8    |
| Peg Parnevik       | 8 av 8    | 8 av 8    | 8 av 8    | 8 av 8    | 8 av 8    | 8 av 8    | 8 av 8    | 8 av 8    |
| Jonathan Johansson | 5 av 8    | 5 av 8    | 5 av 8    | 5 av 8    | 5 av 8    |           |           |           |
| Dogge Doggelito    | 4 av 8    | 4 av 8    | 4 av 8    | 4 av 8    |           |           |           |           |
| Eagle-Eye Cherry   | 4 av 8    | 4 av 8    | 4 av 8    | 4 av 8    |           |           |           |           |
| Lasse Holm         | 4 av 8    | 4 av 8    | 4 av 8    | 4 av 8    |           |           |           |           |
| Sanne Salomonsen   |           |           | 4 av 8    | 4 av 8    | 4 av 8    | 4 av 8    |           |           |
| Pär Wiksten        |           |           |           | 5 av 8    | 5 av 8    | 5 av 8    | 5 av 8    | 5 av 8    |
| Staffan Hellstrand |           |           |           |           | 4 av 8    | 4 av 8    | 4 av 8    | 4 av 8    |
| Omar Rudberg       |           |           |           |           | 3 av 8    | 3 av 8    | 3 av 8    |           |
| Marit Bergman      |           |           |           |           |           | 3 av 8    | 3 av 8    | 3 av 8    |

## Avsnitt

### Avsnitt 1
- Dogge Doggelito – "Rosa himmel" (Jonathan Johanssons låt)[2]
- Eagle-Eye Cherry – "Believe" (Mapeis låt)[3]
- Peg Parnevik – "Bättre nu" (svensk version av Ellen Krauss låt "The Wedding")[4]
- Jonathan Johansson – "Högt över havet" (Lasse Holms låt, ursprungligen framförd av Arja Saijonmaa)[5]
- Mapei – "Don't Say Hello" (engelsk version av Lasse Holms låt "Växeln hallå", ursprungligen framförd av Janne Lucas)[6]
- Ellen Krauss – "Inatt" (Lasse Holms låt "Inget stoppar oss nu", ursprungligen framförd av Black Jack)[7]

Lasse Holm deltog i avsnittet men framförde ingen tolkning.

### Avsnitt 2
- Lasse Holm med Johanna Beijbom – "Vad som händer, vad som sker" (svensk version av Jonathan Johanssons och Molly Sandéns låt "Come Whatever, Come What May")[8]
- Eagle-Eye Cherry – "Golden" (Peg Parneviks låt)[9]
- Jonathan Johansson – "Passa micken" (Dogge Doggelitos låt)[10]
- Peg Parnevik – "Vi är tjejer, vi är bäst" (Lasse Holms låt)[11]
- Ellen Krauss – "Swim" (Mapeis låt)[12]
- Mapei – "Minns ikväll" (svensk version av Eagle-Eye Cherrys låt "Save Tonight")[13]

Dogge Doggelito deltog i avsnittet men framförde ingen tolkning.

### Avsnitt 3
- Dogge Doggelito – "Den jag älskar" (svensk version av Sanne Salomonsens låt "Den jeg elsker, elsker jeg")[14]
- Jonathan Johansson – "New York (Jag kom med stormen)" (svensk version av Ellen Krauss låt "New York")[15]
- Sanne Salomonsen – "I Like It" (Eagle-Eye Cherrys låt)[16]
- Eagle-Eye Cherry – "Borta i tankar" (Dogge Doggelitos låt)[17]
- Mapei – "Mitt kvarter" (Dogge Doggelitos låt)[18]
- Peg Parnevik – "Stockholm" (Jonathan Johanssons låt)[19]

Ellen Krauss och Lasse Holm deltog i avsnittet men framförde inga tolkningar.

### Avsnitt 4
- Sanne Salomonsen – "Hvis dét, det her du kalder "kärlek"" (dansk version av Lasse Holm och Monica Törnells låt "E' de' det här du kallar kärlek")[20]
- Eagle-Eye Cherry – "The One I Love" (Ellen Krauss låt)[21]
- Lasse Holm – "Taxi" (svensk version av Sanne Salomonsens låt "Taxa")[22]
- Dogge Doggelito & Rigo – "Fäll en tår" (Peg Parneviks låt "Blommar där du står")[23]
- Peg Parnevik – "The One I Want" (engelsk version av Dogge Doggelitos låt "De e dej ja vill ha")[24]
- Pär Wiksten – "Vi lever tills vi dör" (svensk version av Eagle-Eye Cherrys låt "Are You Still Having Fun")[25]

Ellen Krauss, Jonathan Johansson och Mapei deltog i avsnittet men framförde inga tolkningar.

### Avsnitt 5
- Ellen Krauss – "Doesn't Matter" (engelsk version av Jonathan Johanssons låt "Sommarkläder")[26]
- Mapei – "Vi forever" (svensk version av Pär Wikstens låt "You and Me Song")[27]
- Staffan Hellstrand – "Försvinn" (svensk version av Peg Parneviks låt "Goodbye Boy")[28]
- Omar Rudberg – "Om du inte fanns" (svensk version av Mapeis låt "Don't Wait")[29]
- Pär Wiksten – "Aldrig ensam" (Jonathan Johanssons låt)[30]
- Jonathan Johansson – "Alla fåglar blåa" (Staffan Hellstrands låt "Lilla fågel blå")[31]

Peg Parnevik och Sanne Salomonsen deltog i avsnittet men framförde inga tolkningar.

### Avsnitt 6
- Ellen Krauss – "Love Me" (engelsk version av Sanne Salomonsens låt "Kærligheden kalder")[32]
- Marit Bergman – "Snart är det morgon" (svensk version av Omar Rudbergs låt "In The Sunrise")[33]
- Omar Rudberg – "Höj ett glas" (Staffan Hellstrands låt "Fanfar")[34]
- Staffan Hellstrand – "Stjärnor" (svensk version av Pär Wikstens låt "Might Be Stars")[35]
- Peg Parnevik – "Adios Amigos" (svensk version av Marit Bergmans och Cecilia Nordlunds låt)[36]
- Sanne Salomonsen – "Bad Bitch" (Peg Parneviks låt)[37]

Mapei och Pär Wiksten deltog i avsnittet men framförde inga tolkningar.

### Avsnitt 7
- Marit Bergman – "Mitt hemland" (svensk version av Pär Wikstens låt "This Is My Hometown")[38]
- Omar Rudberg – "Min första" (svensk version av Marit Bergmans låt "I Will Always Be Your Soldier")[39]
- Ellen Krauss – "Picturing You" (engelsk version av Staffan Hellstrands låt "Bilder av dig")[40]
- Mapei – "Simon's Song" (Omar Rudbergs låt)[41]
- Staffan Hellstrand – "Hög av dig" (svensk version av Ellen Krauss låt "Hungover (Head in a Can)")[42]
- Pär Wiksten med Britta Bergström – "Öm sommarvals" (svensk version av Mapei och Timbuktus låt "Drops")[43]

Peg Parnevik deltog i avsnittet men framförde ingen tolkning.

### Avsnitt 8
- Pär Wiksten – "Fiskarna i haven" (Staffan Hellstrands låt, ursprungligen framförd av Idde Schultz)[44]
- Mapei – "Kriminellt att va jag" (svensk version av Ellen Krauss låt "Criminal to Love")[45]
- Staffan Hellstrand – "Det är vår tid nu" (svensk version av Marit Bergmans låt "This is the Year")[46]
- Marit Bergman – "Håll dig lugn" (svensk version av Mapeis låt "Keep It Cool")[47]
- Ellen Krauss – "Better Luck" (Peg Parneviks låt "Loafers")[48]
- Peg Parnevik feat. The Wannadies – "Hit" (Pär Wikstens låt)[49]

## Tittarsiffror
| Avsnitt | Datum            | Tittarsiffror |
| ------- | ---------------- | ------------- |
| 1       | 28 oktober 2023  | 894 000       |
| 2       | 4 november 2023  | 706 000       |
| 3       | 11 november 2023 | 723 000       |
| 4       | 18 november 2023 | 780 000       |
| 5       | 25 november 2023 | 655 000       |
| 6       | 2 december 2023  | 629 000       |
| 7       | 9 december 2023  | 533 00        |
| 8       | 15 december 2023 | 521 000       |

## Listplaceringar
| Artist       | Låt                            | Topp-placering | Topp-placering | Topp-placering    |
| Artist       | Låt                            | DigiListan     | Svensktoppen   | Sverigetopplistan |
| ------------ | ------------------------------ | -------------- | -------------- | ----------------- |
| Ellen Krauss | "Inatt (Inget stoppar oss nu)" | 5              | 1              | 3                 |
| Mapei        | "Minns ikväll"                 | 10             | 3              | 48                |
| Peg Parnevik | "Bättre nu (The Wedding)"      | 5              | 1              | 1                 |
| Peg Parnevik | "Stockholm"                    | —              | —              | 58                |